# Běla Poštolková
Běla Poštolková (16. března 1932 Praha – 31. října 2018) byla česká lingvistka, bohemistka, lexikografka, specialistka na zpracování a výklad terminologické složky slovní zásoby, dlouholetá pracovnice Ústavu pro jazyk český (ÚJČ) a členka jeho lexikografického kolektivu.

## Život

### Studium a začátky odborní práce
Běla Poštolková se narodila 16. března 1932 v Praze. Středoškolská studia strávila na Státním anglickém gymnáziu. Vysokoškolská studia (obor čeština–ruština) absolvovala na Filozofické fakultě Univerzity Karlovy Univerzity Karlovy v Praze, kde získala titul PhDr. Po studiích redigovala krátký čas odbornou lékařskou literaturu ve Státním zdravotnickém nakladatelství.

### V ÚJČ
Do Ústavu pro jazyk český Československé akademie věd nastoupila v roce 1962 a jazykovědně zde pracovala téměř třicet let. Členkou lexikografického kolektivu ÚJČ se stala Běla Poštolková krátce po svém příchodu do ÚJČ a spolu s ostatními členy řešitelského kolektivu začala pracovat na projektu (tvorbě) Slovníku spisovného jazyka českého (nakladatelství Academia Praha; 1968). Z odborných příruček, dalších výpisků a listinných zdrojů vybírala odborné pojmy (termíny) a zpracovávala k nim jejich definice použitelné pro tvorbu jednotlivých slovníkových hesel (v rámci lexémové polysémie). Současně byla nucena některé termíny (a jejich výklad) průběžně konzultovat s odborníky mnoha různých oborů lidské činnosti. Během působení Běly Poštolkové vznikla rozsáhlá sbírka (tzv. terminologická kartotéka) obsahující termíny užívané v různých oborech, jejich popisné výklady a zdroje (prameny), odkud bylo při této rešeržní činnosti čerpáno. Postupem doby se Běla Poštolková stala specialistkou na výkladovou lexikografii (speciálně na zpracování a výklad terminologické složky lexikální zásoby). Její odborná práce se promítla do mnoha míst čtyřsvazkového Slovníku spisovného jazyka českého (nakladatelství Academia Praha; 1978), ale především pak v jeho dodatcích, které byly začleněny do závěru IV. dílu. Pracovala i v kolektivu řešitelů Velkého slovníku slov cizího původu, který vyšel pod názvem Akademický slovník cizích slov (nakladatelství Academia Praha; 1995).

### Obory badatelské působnosti
Hlavním badatelským zájmem Běly Poštolkové byla problematika vzájemného vztahu mezi terminologickou vrstvou slovní zásoby a běžně neodbornou slovní zásobou. Zde zkoumala proces, kdy slova z běžné slovní zásoby přecházejí do vrstvy odborných termínů (tzv. terminologizace). Jednalo se o výzkum procesů (příčin a motivů), kdy termíny technických, přírodovědných a společenskovědních oborů čerpají ze slovní zásoby běžného jazyka. Neméně badatelsky zajímavé byly výsledky její práce při objasňování tzv. determinologizace, kdy odborné termíny získávají svoje druhotné významy a přecházejí do běžné slovní jazykové zásoby. Byla to právě Běla Poštolková, kdo na základě svých dlouholetých badatelských výsledků v oblasti terminologického a neterminologického systému lexikální zásoby demonstrovala jak se česká slovní zásoba oběma procesy (terminologizací a determinologizací) oboustranně obohacuje a doplňuje. Také se věnovala i výzkumu v oblasti užívání termínů v uměleckých textech a beletrii, kdy akcentovala obsahovou a konstrukční roli termínů obecně při umělecké tvorbě.
Popis výše uvedených dynamických procesů mezi odbornou a běžnou jazykovou zásobou (tedy výsledky svého badatelského úsilí) publikovala v roce 1984 v monografii Odborná a běžná slovní zásoba současné češtiny, kde provedla detailní popis obohacování slovní zásoby (lexika) českého jazyka. (Toto dílo je knižní podobou její kandidátské dizertační práce.) V roce 1983 vydala (spolu s Miroslavem Roudným a Antonínem Tejnorem) příručku O české terminologii, kde popsala metodiku lexikografické práce ve vztahu ke zpracování terminologie v nejrůznějších typech slovníků (výkladových, speciálních, encyklopedických apod.).
Pro československý televizní pořad (vícedílný seriál) o češtině nazvaný Tajemství řeči, který byl vysílán od 15. února 1969 do 14. června 1969 byla Běla Poštolková autorkou podkladů pro jednu z epizod nazvanou Vybledlé metafory' (s podtitulem: podstata a funkce metafory). V období let 1983 až 1990 vykonávala funkci výkonné redaktorky recenzovaného vědeckého časopisu o češtině Naše řeč.

### Závěr života
Od roku 1991 byla Běla Poštolková ve starobním důchodu. Jejím manželem byl muzikolog doc. PhDr. Milan Poštolka, CSc. Manželé Poštolkovi měli dvě dcery. Běla Poštolková se zajímala o turistiku, divadlo, koncerty a výstavy. Běla Poštolková zesnula 31. října 2018 a byla pochována na hřbitově Malvazinky v Praze.

## Publikační aktivity
- HAVRÁNEK, Bohuslav, ed. a kolektiv. Slovník spisovného jazyka českého. III, R-U. 1. vydání. Praha: Academia, 1968; 1079 stran.
- POŠTOLKOVÁ, Běla. Odborná a běžná slovní zásoba současné češtiny. Praha: [s.n.], 1981; 192 stran
- POŠTOLKOVÁ, Běla, ROUDNÝ, Miroslav a TEJNOR, Antonín. O české terminologii. Vydání 1. Praha: Academia, 1983; 119 stran; Malá jazyková knižnice; svazek 2.
- POŠTOLKOVÁ, Běla. Odborná a běžná slovní zásoba současné češtiny. Vydání 1. Praha: Academia, nakladatelství Československé akademie věd, 1984; 123 stran. Studie ČSAV; číslo 21.
- POŠTOLKOVÁ, Běla a SOCHOVÁ, Zdeňka. Co v slovnících nenajdete: novinky v současné slovní zásobě. 1. vydání Praha: Portál, 1994; 204 stran. (Zdeňka Sochová (* 2. září 1922) – dialektoložka a bohemistka)
- DANEŠ, František, ed., FILIPEC, Josef a ČERVENÁ, Vlasta. Slovník spisovné češtiny pro školu a veřejnost. Vydání 1. Praha: Academia, 1978 799 stran
- KRAUS, Jiří a kolektiv. Akademický slovník cizích slov. 1. vydání; Praha: Academia, 1995; 2 svazky ISBN 80-200-0497-1.

## Odborné články (výběr)
- Psát Barrandien, či barrandien?; In: Naše řeč, ročník 48 (1965), číslo 1, strany 61-62
- Proč laryngální, ale korneální?; In: Naše řeč, ročník 48 (1965), číslo 3, strany 191-192
- Čeští lingvisté o odborné terminologii; In: Naše řeč, ročník 59 (1976), číslo 3, strany 158-161
- Obrátka zásob?; In: Naše řeč, ročník 59 (1976), číslo 5, s. 266
- Jak se má účtovat o těchto částkách?; In: Naše řeč, ročník 59 (1976), číslo 5, strany 268-269
- K vlivu odborné terminologie na národní jazyk; In: Slovo a slovesnost, ročník 38 (1977), číslo 2, strany 112-120
- K terminologizaci slovní zásoby v češtině; In: Slovo a slovesnost, ročník 40 (1979), číslo 1, strany 11-18
- K užívání termínů v současné beletrii; In: Naše řeč, ročník 63 (1980), číslo 1, strany 14-20
- Je každá generace pokolením?; In: Naše řeč, ročník 63 (1980), číslo 3, strana 168
- K specifičnosti významu termínů; In: Slovo a slovesnost, ročník 41 (1980), číslo 1, strany 54-56
- Znovu o plazmě a o plazmatu; In: Naše řeč, ročník 65 (1982), číslo 2, strany 106-107
- Jubilejní bibliografie; In: Naše řeč, ročník 69 (1986), číslo 5, strany 255-256
- Naše řeč před 70 lety; In: Naše řeč, ročník 70 (1987), číslo 1, strany 1-5

## Fotogalerie

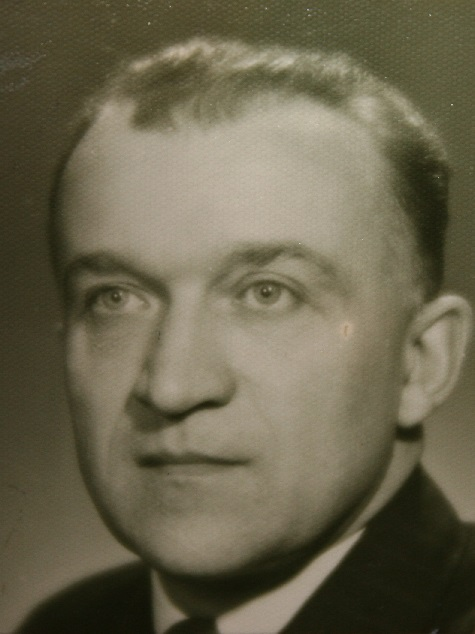
Miroslav Roudný; v roce 1983 s ním (a Antonínem Tejnorem) napsala příručku O české terminologii
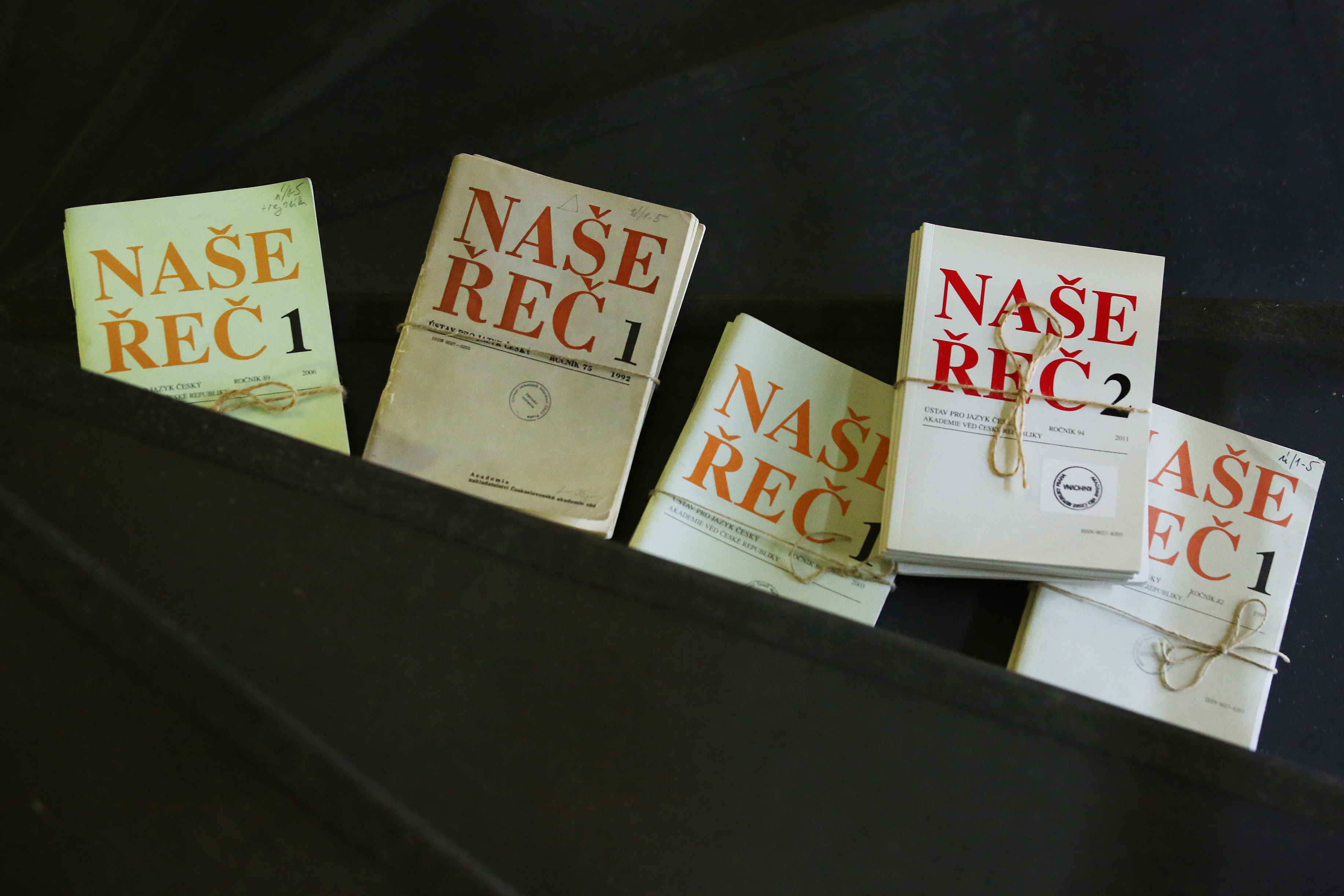
V letech 1983 až 1990 byla výkonnou redaktorkou vědeckého časopisu Naše řeč
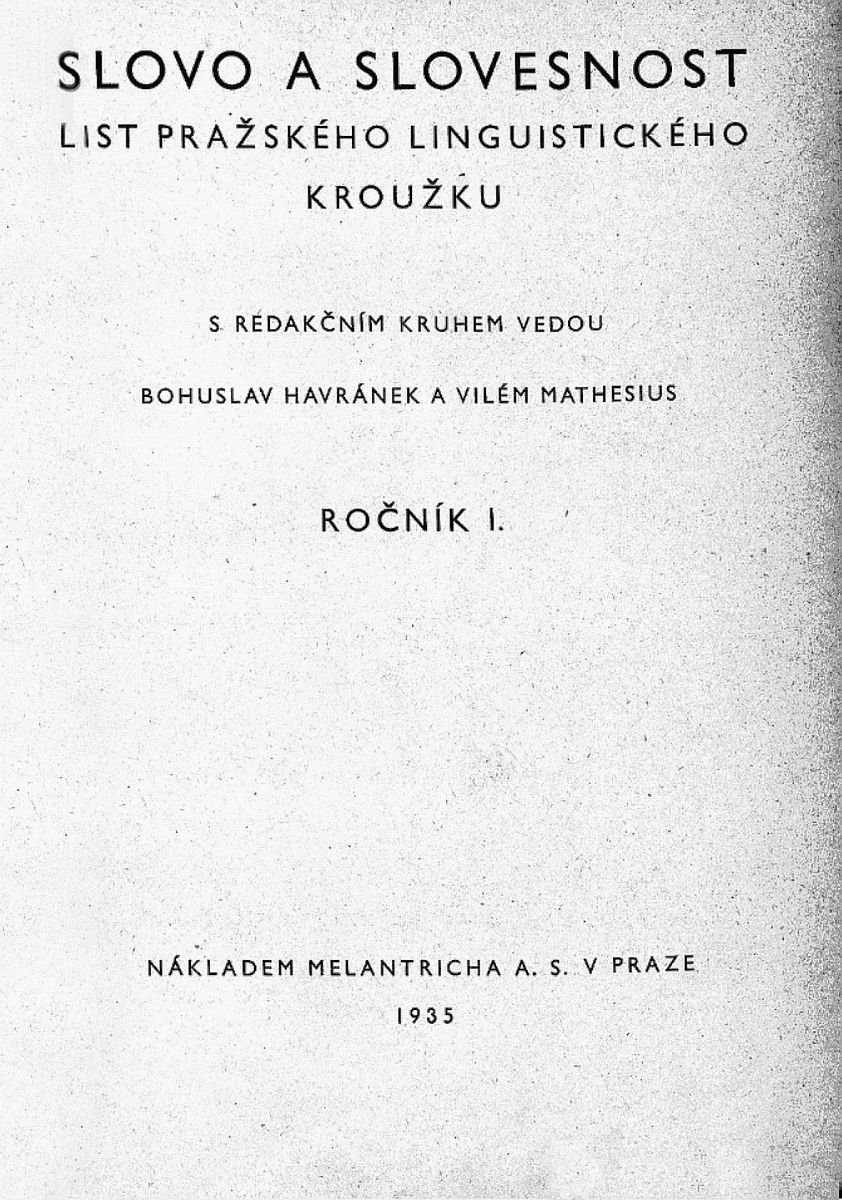
Titulní strana odborného časopisu Slovo a slovesnost, kam Běla Poštolková přispívala svými články
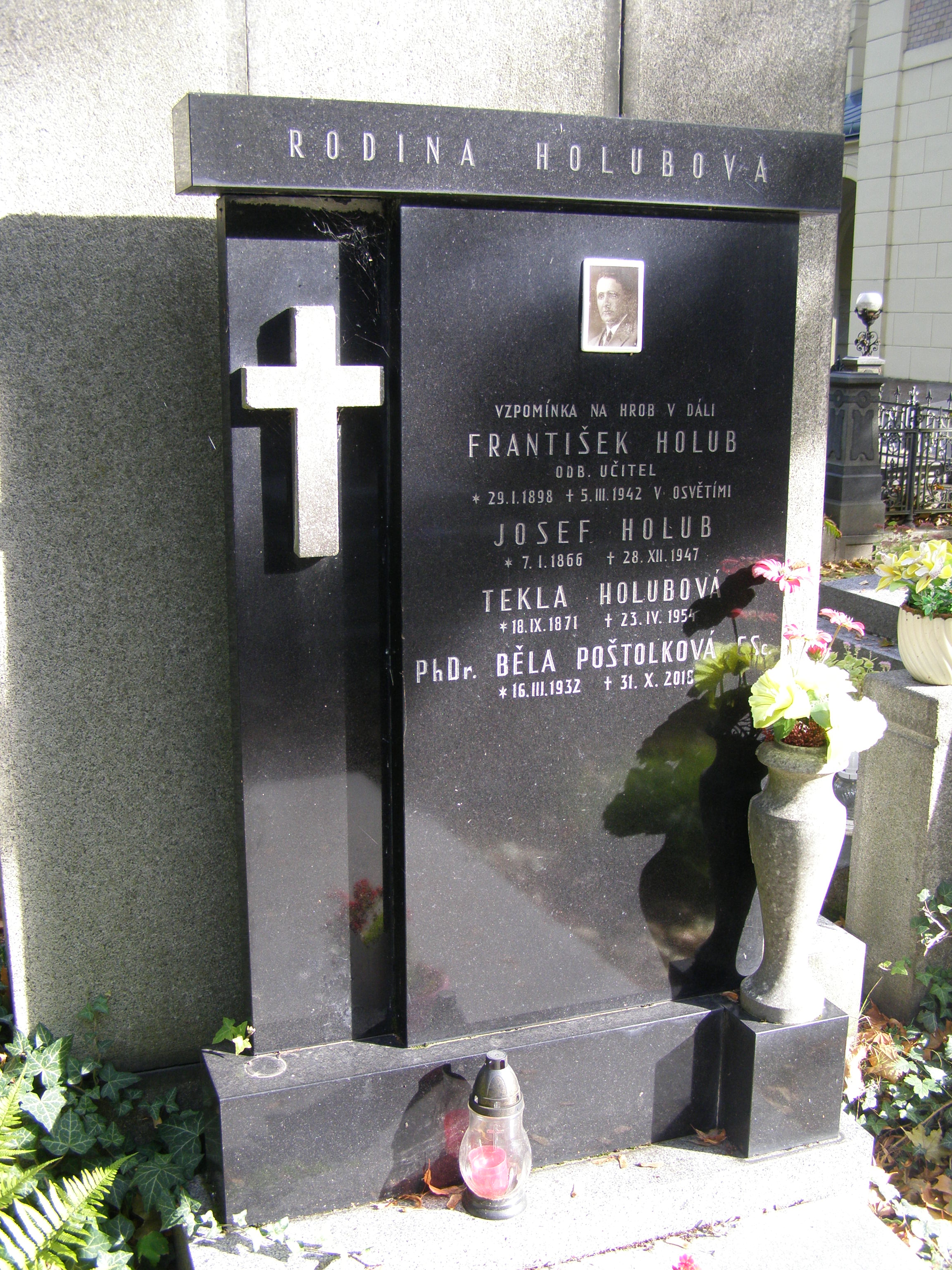
Hrob na hřbitově Malvazinky v Praze